# うちのネコ ぼくのネコ
「うちのネコ ぼくのネコ」は、日本の楽曲。作詞：小薗江圭子、作曲：服部公一。

## 概要
1969年8月、NHKの『みんなのうた』で紹介。「ぼく」が飼っているネコの様子や行動を楽しく歌った楽曲。『みんなのうた』草創期から活躍していたアニメーター・小薗江圭子が自ら作詞を手掛けた。歌は当時19歳のジュディ・オング。映像は人形アニメーションで、小薗江自らネコの人形を作成し、みわとしこがアニメートを担当した。なお小薗江は本曲を以て『みんなのうた』アニメ映像製作から退いた。
1970年2月 - 3月に再放送した後、1988年10月 - 11月と2001年8月 - 9月にラジオのみで再放送、その後「みんなのうた発掘プロジェクト」により映像が提供され、2012年4月に映像付きでは42年ぶりの再放送となった。

## カバー
- オング版は2012年現在発売されていないが、キングレコードからは天地総子によるカバー版がLPに収録された事が有った。